# Corallimorphus pilatus
Corallimorphus pilatus är en korallart som beskrevs av Fautin, White och Pearson 2002. Corallimorphus pilatus ingår i släktet Corallimorphus och familjen Corallimorphidae. Inga underarter finns listade i Catalogue of Life.